# Santa Lucia di Serino
Santa Lucia di Serino község (comune) Olaszország Campania régiójában, Avellino megyében.

## Fekvése
A megye déli részén fekszik. Határai: San Michele di Serino, Santo Stefano del Sole, Serino

## Története
Az ókorban Serinóhoz tartozó kis falucska volt. A régészeti kutatások során megtalálták a Misenumig vezető római vízvezeték romjait. Első említése a századból származik. A 19. században nyerte el önállóságát, amikor a Nápolyi Királyságban felszámolták a feudalizmust.

## Népessége
A népesség számának alakulása:

## Főbb látnivalói
A fő látnivalói: SS.Apostoli Pietro e Paolo-templom, a San Rocco-templom valamint a Palazzo Moscati.